# Institut Valencià d'Investigacions Agràries
L'Institut Valencià d'Investigacions Agràries (IVIA) és una entitat autònoma encarregat de la generació i transferència de tecnologia agropecuària. Va ser creada per la Generalitat Valenciana 19 de març de 1991 i és adscrita a la Conselleria d'Agricultura, Medi Ambient, Canvi Climàtic i Desenvolupament Rural. Fa part de les infraestructures cientificotecnològiques que es van crear després de l'aprovació de l'Estatut.
Té per objectiu d'impulsar la investigació científica i el desenvolupament tecnològic en el sector agroalimentari valencià i d'integrar aquesta contribució en el progrés de la ciència agrària en el sistema de relacions de col·laboració i de cooperació propi de l'activitat investigadora.